# Skid Row (album)
Skid Row jest albumem amerykańskiej grupy heavymetalowej Skid Row

## Utwory
1. "Big Guns" (Rob Affuso, Bolan, Scotti Hill, Sabo) – 3:36
2. "Sweet Little Sister" (Bolan, Sabo) – 3:10
3. "Can't Stand the Heartache" (Bolan) – 3:24
4. "Piece of Me" (Bolan) – 2:48
5. "18 and Life" (Bolan, Sabo) – 3:50
6. "Rattlesnake Shake" (Bolan, Sabo) – 3:07
7. "Youth Gone Wild" (Bolan, Sabo) – 3:18
8. "Here I Am" (Bolan, Sabo) – 3:10
9. "Makin' a Mess" (Sebastian Bach, Bolan, Sabo) – 3:38
10. "I Remember You" (Bolan, Sabo) – 5:14
11. "Midnight/Tornado" (Matt Fallon, Sabo) – 4:17

## Zespół
- Sebastian Bach – wokal
- Dave Sabo – gitara
- Scotti Hill – gitara
- Rachel Bolan – gitara basowa
- Rob Affuso – perkusja